# Теория чистых ожиданий
Теория чистых ожиданий объясняет зависимость ставок дохода от срочности финансового инструмента.
Теория исходит из того, что инструменты с различным сроком погашения являются субститутами.
Если инвесторы ожидают на следующий год определенную ставку дохода на финансовые инструменты со сроком погашения один год, то ставка дохода двухгодичных финансовых инструментов текущего года будет равна произведению ставки дохода текущего года на ожидаемую ставку дохода следующего года. В общем, ставка дохода долгосрочных финансовых инструментов равна среднему геометрическому ставок дохода краткосрочных долговых инструментов. Или спот-ставка (ставка на финансовый инструмент приобретаемый в данный момент) дохода долгосрочных финансовых инструментов равна среднему геометрическому спот-ставки краткосрочного финансового инструмента и форвардных ставок краткосрочных финансовых инструментов (ставка на финансовый инструмент приобретаемый в будущем).
{\displaystyle (1+i_{lt})^{n}=(1+i_{st}^{year1})(1+i_{st}^{year2})\cdots (1+i_{st}^{yearn})},
откуда:
{\displaystyle (1+i_{lt})={\sqrt[{n}]{\prod _{t=1}^{n}(1+i_{t-1,t})}}},
где {\displaystyle i_{lt}} — ставка процента на долгосрочный финансовый инструмент (long-term), {\displaystyle i_{st}} — ставка процента краткосрочного финансового инструмента (short-term), {\displaystyle t} — время прошедшее с текущего момента.
Формула для ставки процента долгосрочного финансового инструмента приобретает следующий вид:
{\displaystyle i_{0,t}={\sqrt[{n}]{\prod _{t=1}^{n}(1+i_{t-1,t})}}-1},
где {\displaystyle i_{0,t}} — спот-ставка {\displaystyle t}-срочного финансового инструмента, {\displaystyle i_{0,1}} — спот-ставка финансового инструмента, с периодом погашения один год, {\displaystyle i_{1,2}} — форвардная ставка финансового инструмента с периодом один год через год, считая с текущего момента и т. д.